# Russische Poolbillard-Meisterschaft 2015
Die russische Poolbillard-Meisterschaft 2015 war ein Poolbillardturnier, das vom 18. bis 21. November 2015 in Sankt Petersburg ausgetragen wurde. Ermittelt wurden die nationalen Meister in den Disziplinen 8-Ball, 9-Ball, 10-Ball und 14/1 endlos.
Erfolgreichster Spieler war Konstantin Stepanow. Er wurde Russischer Meister in den Disziplinen 10-Ball und 9-Ball sowie Vizemeister im 14/1 endlos. Bei den Damen gewann Anna Maschirina die Titel im 8-Ball und 9-Ball und die Bronzemedaille im 14/1 endlos.

## Medaillengewinner
| Wettbewerb           | Gold                | Silber              | Bronze              |
| -------------------- | ------------------- | ------------------- | ------------------- |
| Herren – 14/1 endlos | Witali Pawluchin    | Konstantin Stepanow | Ruslan Tschinachow  |
| Herren – 14/1 endlos | Witali Pawluchin    | Konstantin Stepanow | Andrei Seroschtan   |
| Herren – 10-Ball     | Konstantin Stepanow | Sergei Luzker       | Andrei Solodski     |
| Herren – 10-Ball     | Konstantin Stepanow | Sergei Luzker       | Marsel Safiullin    |
| Herren – 8-Ball      | Marsel Safiullin    | Andrei Seroschtan   | Nikolai Scharabanow |
| Herren – 8-Ball      | Marsel Safiullin    | Andrei Seroschtan   | Ruslan Tschinachow  |
| Herren – 9-Ball      | Konstantin Stepanow | Maxim Dudanez       | Ruslan Tschinachow  |
| Herren – 9-Ball      | Konstantin Stepanow | Maxim Dudanez       | Sergei Luzker       |
| Damen – 14/1 endlos  | Natalja Seroschtan  | Kristina Tkatsch    | Anna Maschirina     |
| Damen – 14/1 endlos  | Natalja Seroschtan  | Kristina Tkatsch    | Wiktorija Gurowa    |
| Damen – 10-Ball      | Kristina Tkatsch    | Dina Fatychowa      | Natalja Seroschtan  |
| Damen – 10-Ball      | Kristina Tkatsch    | Dina Fatychowa      | Darja Utjugowa      |
| Damen – 8-Ball       | Anna Maschirina     | Dina Fatychowa      | Natalja Seroschtan  |
| Damen – 8-Ball       | Anna Maschirina     | Dina Fatychowa      | Xenija Karkawina    |
| Damen – 9-Ball       | Anna Maschirina     | Kristina Tkatsch    | Dina Fatychowa      |
| Damen – 9-Ball       | Anna Maschirina     | Kristina Tkatsch    | Natalja Seroschtan  |